# برنامج الأمم المتحدة للمستوطنات البشرية
برنامج الامم المتحدة للمستوطنات البشرية (بالإنجليزية: United Nations Human Settlements Programme)‏أو اختصارًا (UN–HABITAT) هو وكالة تابعة للأمم المتحدة مهتمة بالمستوطنات البشرية، انشأت عام 1978 ويقع مقرها الرئيسي في مكتب الأمم المتحدة في نيروبي، كينيا. وقد كلفت من قبل الجمعية العامة للأمم المتحدة للترويج لمدن وبلدان مستدامة بيئياً واجتماعياً بهدف توفير المأوى المناسب للجميع.

## العمل والمشاريع
يعمل برنامج الأمم المتحدة للمستوطنات البشرية في أكثر من 70 دولة في خمس قارات مع التركيز على سبعة مجالات:
- التشريعات الحضرية والأراضي والحكم.
- التخطيط والتصميم الحضري.
- الاقتصاد الحضري.
- الخدمات الأساسية الحضرية.
- تطوير المساكن والأحياء الفقيرة.
- الحد من المخاطر وإعادة التأهيل.
- البحث الحضري وتنمية القدرات.

## الحكم
يتكون هيكل إدارة البرنامج من ثلاث هيئات لصنع القرار: جمعية برنامج الامم المتحدة للمستوطنات البشرية، ومجلس تنفيذي، ولجنة من الممثلين الدائمين. سابقًا، كان مجلس الإدارة هو هيئة صنع القرار للبرنامج، ولكن تم حله بعد صدور قرار من الجمعية العامة للأمم المتحدة.
الجمعية هي هيئة عالمية تتكون من 193 دولة عضو في الأمم المتحدة وتنعقد كل أربع سنوات في مقرها في نيروبي. انعقد التجمع الأول في مايو 2019. عقدت المكسيك رئاسة أول جمعية.  ومثلت رئاسة المكسيك مارثا ديلجادو بيرالتا وكيلة الوزارة المكسيكية للشؤون المتعددة الأطراف وحقوق الإنسان.
الهيئة الثانية لصنع القرار في البرنامج هي المجلس التنفيذي، الذي يتألف من 36 دولة عضو تنتخبها جمعية برنامج الامم المتحدة للمستوطنات البشرية مع ممثلين من كل المجموعات الإقليمية. يجتمع المجلس ثلاث مرات سنويًا. تتألف لجنة الممثلين الدائمين لبرنامج الامم المتحدة للمستوطنات البشرية من جميع الممثلين الدائمين المعتمدين لدى مكتب الأمم المتحدة في نيروبي.
يرأس أمانة برنامج الامم المتحدة للمستوطنات البشرية مدير تنفيذي يرشحه الأمين العام للأمم المتحدة بموافقة الجمعية العامة للأمم المتحدة. المديرة التنفيذية الحالية هي ميمونة محمد شريف من ماليزيا، والتي عُيِّنت في ديسمبر 2017. نائب المدير التنفيذي هو فيكتور كيسوب من الكاميرون الذي عُيّن في يوليو 2018.

## المنتدى الحضري العالمي
المنتدى الحضري العالمي هو مؤتمر دولي مخصص للقضايا الحضرية، ينظمه برنامج الامم المتحدة للمستوطنات البشرية. أُنشئ من قبل الأمم المتحدة لدراسة واحدة من أكثر القضايا إلحاحًا التي تواجه العالم اليوم: التوسع الحضري السريع وكيفية ضمان التنمية الحضرية المستدامة. يُنظّم كل سنتين في السنوات بين مجالس إدارة موئل الأمم المتحدة.

## الحملة الحضرية العالمية
الحملة الحضرية العالمية هي منصة الحياة العالمية في المدن للمشاركة والتعلم بشأن المبادرات والإجراءات والسياسات التي تقود التغيير الإيجابي نحو التحضر المستدام. ينسقه برنامج الامم المتحدة للمستوطنات البشرية، وهو تحالف عالمي من شركاء من القطاعين العام والخاص والمجتمع المدني يسعون إلى رفع مستوى جدول الأعمال الحضري. الحملة هي منصة شركاء البرنامج للتحضير لمؤتمر الأمم المتحدة الثالث للإسكان والتنمية الحضرية المستدامة الذي عقد في عام 2016.

## اليوم العالمي لبرنامج الأمم المتحدة للمستوطنات البشرية
حددت الأمم المتحدة أول يوم اثنين من شهر أكتوبر من كل عام يومًا عالميًا للبرنامج. هذه مناسبة للتفكير في حالة بلداتنا ومدننا والحق الأساسي للجميع في المأوى المناسب. ويهدف أيضًا إلى تذكير العالم بمسؤوليته الجماعية عن مستقبل المستوطنات البشرية.

## وصلات خارجية
- الموقع الرسمي